# كارلوس تينوريو
كارلوس فيسنتي تينوريو ميدينا (بالإسبانية: Carlos Tenorio)‏، من مواليد 14 مايو 1979 في إسميرالديس في الأكوادور، لاعب كرة قدم أكوادوري، يلعب مع نادي النصر ومنتخب الأكوادور لكرة القدم. يلقب من قبل جماهير السد بالمدمرة.
بدأ مسيرته الكروية مع نادي كويتو في الأكوادور في عام 2001م، في عام 2003 انتقل إلى نادي النصر السعودي، وبعدها انتقل إلى نادي السد القطري الذي ما زال يلعب معه، وفي 26 أغسطس 2006 سجل 10 أهداف في المباراة التي فاز فيها فريقه على نادي معيذر بنتيجة 21-0 في كأس الشيخ جاسم

## مسيرته الكروية
لعب كارلوس تينوريو خلال مسيرته الاحترافية مع 8 أندية في عشرون موسمًا وسجل خلالها 159 هدف ضمن 292 مباراة. حيث فاز في موسمين بالكأس وفي خمسة مواسم بالدوري.
خاض كارلوس تينوريو مسيرته مع نادي إل. دي. يو. كيتو ما بين عامي 2001 و2002 في المرة الأولى لمدة موسم واحد ثم في عامي 2003-2005 ولمدة موسمين ثم ما بين عامي 2016 و2017 لمدة موسم واحد، مشاركًا طوالها في 69 مباراة سجل خلالها 24 هدفًا. ثم انتقل إلى نادي النصر في موسم 2002–03 لمدة موسم واحد، حيث شارك في 16 مباراة سجل خلالها 15 هدفًا. لينتقل بعدها إلى نادي السد في موسم 2003–04 ليلعب معه ستة مواسم، مشاركًا في 80 مباراة سجل خلالها 62 هدفًا. ثم انتقل إلى نادي النصر في موسم 2009–10 واستمر معه طيلة ثلاثة مواسم، مشاركًا في 25 مباراة سجل خلالها 23 هدفًا. هذا وانتقل لاحقًا إلى نادي فاسكو دا غاما في عامي 2012-2014 ولمدة موسمين، مشاركًا في 33 مباراة سجل خلالها 6 أهداف. ثم انتقل بعدها إلى نادي ديبورتيفو إل ناسيونال ما بين عامي 2014 و2015 لمدة موسم واحد، مشاركًا في 12 مباراة سجل خلالها 5 أهداف. ليعود وينتقل من جديد، لكن هذه المرة إلى نادي بوليفار في موسم 2014–15 ولمدة موسمين، مشاركًا في 55 مباراة سجل خلالها 24 هدفًا. لينتقل بعدها إلى Sport Boys Warnes ‏ في موسم 2016–17 لمدة موسم واحد، مشاركًا في مباراتين ولم يسجل أي هدف.

## روابط خارجية
- كارلوس تينوريو على موقع الاتحاد الدولي (مؤرشف)  (الإنجليزية)
- كارلوس تينوريو على موقع قاعدة بيانات كرة القدم.إي يو (الإنجليزية)
- كارلوس تينوريو على موقع ناشيونال فوتبول تيمز (الإنجليزية)
- كارلوس تينوريو على موقع Soccerway.com (الإنجليزية)
- كارلوس تينوريو على موقع كووورة